# Aeroportul Wrocław – Copernicus
Aeroportul Wrocław – Copernicus (în poloneză Port Lotniczy Wrocław im. Mikołaja Kopernika) (IATA: WRO, ICAO: EPWR) este un aeroport din Wrocław, Voievodatul Silezia Inferioară, Polonia ce deservește zona Wrocław. Aeroportul a fost tranzitat în 2022 de 2.878.054 de pasageri. A fost deschis în 1938 și numit după zona deservită.
Situat la o altitudine de 123 m, aeroportul dispune de 1 pistă.

## Infrastructură

### Piste
Aeroportul dispune de o singură pistă. Pista are orientarea 11/29.